# Ярыгин, Ефим Денисович
 Ефим Денисович Ярыгин (9 февраля 1901 — ?) — советский украинский партийный и государственный деятель, Первый секретарь Белоцерковского горкома Компартии Украины (1944—1963). Почётный гражданин Белой Церкви.
Избирался делегатом XVIII съезда ВКП(б) (1939). Депутат Белоцерковского городского совета (1947—1969).
На посту 1-го секретаря горкома партии участвовал в создании ряда промышленных предприятий в Белой Церкви, в том числе гиганта «Белоцерковшина» (ныне АО «Росава»), и превращении города в индустриальный центр, один из самых мощных узлов химической промышленности УССР.
После выхода на пенсию занимался общественной работой.
Награждён орденами «Знак Почёта» и медалями «За оборону Кавказа», «За добросовестный труд в Великой Отечественной войне».
Решением исполкома Белоцерковского горсовета от 26 декабря 1983 за заслуги в восстановлении разрушенного в годы Великой Отечественной войны городского хозяйства, его послевоенного развития, активное участие в общественно-политической жизни города ему было звание «Почётный гражданин Белой Церкви».